# クレオパトラ7世とマルクス・アントニウスの墓
アントニーとクレオパトラの墓は、プトレマイオス朝エジプト最後のファラオ・クレオパトラ7世とその夫マルクス・アントニウスの墓である。墓の所在地は長らく不明だったが、エジプトのアレクサンドリアの近郊にあるとされている。

## 概要
紀元前30年に自殺したと伝えられる2人の墓の所在は長年、不明であり、エジプトのアレクサンドリアの近郊にあるとされている。歴史家スエトニウスとプルタルコスによると、ローマの指導者オクタヴィアヌス（後のアウグストゥス）はプトレマイオス朝を滅ぼした後、クレオパトラとアントニウスの埋葬を許可した。2人の間に出来た3人の子供たちは、ローマの市民として育てられるためにローマに連行された。
2008年と2009年の報告書は、エジプト学者のザヒ・ハワス博士（考古最高評議会（SCA）長官）が、エジプトのアレクサンドリア西方に位置するオシリスを祭る神殿であるタップ・オシリス・マグナ神殿跡でプトレマイオス朝時代の墓を発見した（と発表した）ことに焦点を当てている。ドミニカ共和国出身の刑事弁護士で考古学者のキャスリーン・マルティネス博士の指揮の下で行われた発掘調査では27体のミイラや貴族の墓、クレオパトラの横顔が刻印されたコイン、そして、2人を抱きしめて描いた彫刻がある。
これまでのところ、墓の位置はまだ分からないが、2011年には地中貫入型レーダーを使って地下の追加の敷地が確認され、神殿の発掘調査が続いている。